# Меринос (Уругвай)
Меринос (исп. Merinos) — населённый пункт сельского типа в западной части Уругвая, в департаменте Пайсанду.

## География
Расположен на автомобильной дороге № 90, примерно в 118 км к востоку от административного центра департамента, города Пайсанду и в 33 км к востоку от города Гичон.

## История
19 ноября 1991 года получил статус села (Pueblo) согласно указу № Nº 16.232.

## Население
Население по данным на 2011 год составляет 528 человек.
| Год  | Население |
| ---- | --------- |
| 1963 | 559       |
| 1975 | 405       |
| 1985 | 435       |
| 1996 | 483       |
| 2004 | 556       |
| 2011 | 528       |

Источник: Instituto Nacional de Estadística de Uruguay